# Mas Tupiner
El Mas Tupiner és un mas al municipi de Borrassà, a la comarca catalana de l'Alt Empordà, entre dos torrents, afluents de la riera d'Àlguema a Les Serres. El teulat està coronat d'un penell de ferro de l'artesà J. Pey. Al marc del programa de mesures ambientals per a compensar la fragmentació de l'hàbitat pel gasoducte Martorell-Figueres es va proposar expropiar el mas i concedir-lo al Departament de Medi Ambient i Habitatge i reforestar les seves terres per tal de crear un passadís biològic nou. Es tracta d'una zona d'interès estratègic per la connectivitat de masses arbrades a banda i banda de tres infraestructures (Tren d'alta velocitat, AP-7 i Autovia del Nord-est) molt pròximes entre elles.